# Communauté de communes Guerlédan Mûr-de-Bretagne
La Communauté de communes Guerlédan Mûr-de-Bretagne est une ancienne communauté de communes française, située dans le département des Côtes-d'Armor, en région Bretagne.
Elle a été dissoute le 31 décembre 2013 : Mûr-de-Bretagne et Saint-Connec ont rejoint Pontivy communauté alors que Caurel, Saint-Gilles-Vieux-Marché et Saint-Guen ont intégré la CIDERAL.

## Composition
Elle était composée des 5 communes suivantes :
1. Caurel
2. Mûr-de-Bretagne
3. Saint-Connec
4. Saint-Gilles-Vieux-Marché
5. Saint-Guen

## Compétences
La Communauté de Communes de Guerlédan gèrait le Camping** Le Point de Vue à Guerlédan, situé au bord du lac de Guerlédan.

## Historique

### Liste des présidents
| Période   | Période       | Identité      | Étiquette | Qualité                                |
| --------- | ------------- | ------------- | --------- | -------------------------------------- |
| 1995      | mars 2008     | Alain Auffret | DVD       | Maire de Mûr-de-Bretagne (1995 → 2008) |
| mars 2008 | décembre 2013 | Georges Tilly | PS        | Maire de Mûr-de-Bretagne (2008 → 2014) |